# Pseudanophthalmus tenuis
Pseudanophthalmus tenuis är en skalbaggsart som beskrevs av Horn. Pseudanophthalmus tenuis ingår i släktet Pseudanophthalmus och familjen jordlöpare. Inga underarter finns listade i Catalogue of Life.